# Riccardo Bellotti
 Riccardo Bellotti  (nacido el 5 de agosto de 1991) es un tenista profesional de Italia, nacido en la ciudad de Viena, Austria.

## Carrera
Su mejor ranking individual es el N.º 199 alcanzado el 8 de mayo de 2017, mientras que en dobles logró la posición 514 el 10 de diciembre de 2012.
No ha logrado hasta el momento ningún título de la categoría ATP World Tour ni de la ATP Challenger Tour, pero sí ha obtenido varios títulos Futures tanto en individuales como en dobles.